# Krokodýl novoguinejský
Krokodýl novoguinejský (Crocodylus novaeguineae) je druh krokodýla obývající Novou Guineu.

## Popis
Krokodýl novoguinejský je malý druh krokodýla. Délka těla u samců se pohybuje kolem 3,5 m, samice jsou menší a dorůstají kolem 2,7 m. Vzhledově se podobá krokodýlu filipínskému (Crocodylus mindorensis) a krokodýlu siamskému (C. siamensis). Ve skutečnosti byl krokodýl filipínský dlouho považován za poddruh (C. mindorensis novaeguineae) krokodýla novoguinejského, ale nedávno byl uznán jako samostatný druh. Tělo má šedohnědé s tmavě hnědými až černými skvrnami na ocase, břicho bývá světlejší. Čenich je dlouhý, poměrně úzký a spolu s dospíváním se rozšiřuje.
Žije nočním způsobem života ve sladkovodních bažinách a jezerech Nové Guineje. Ačkoli dokáže žít ve slané vodě, je v poloslaných pobřežních vodách viděn poměrně vzácně a nikdy v přítomnosti nebezpečného krokodýla mořského (C. porosus). U krokodýla novoguinejského rozlišujeme dvě populace, které od sebe odděluje horské pásmo; DNA analýza prokázala, že jsou tyto populace geneticky oddělené. Živí se převážně rybami a jinými bezobratlými, ale také obratlovci, zvláště pak obojživelníky a plazy. Mláďata se živí vodními bezobratlými a hmyzem.
Samice budují kopcovitá hnízda, do kterých zhruba 2 týdny po spáření kladou vejce. Samice severní populace kladou v období sucha, obvykle v zarostlých říčních přítocích a na plovoucích rostlinách 22 až 45 vajec. Samice jižní populace si staví hnízda na souši na počátku období dešťů a jejich hnízda jsou obecně menší než samic severní populace (ačkoli samotná vejce jsou o něco větší). Vejce se vyvíjejí zhruba 80 dní a matka snůšku po celou dobu střeží. Když se mláďata vyklubou, přivolají pištěním svou matku, která jim pomůže ven ze zakrytého hnízda. Samice dosahují pohlavní dospělosti po dosažení rozměrů 1,6 až 2 m, samci pak 2,5 m.